# Lgota Wielka

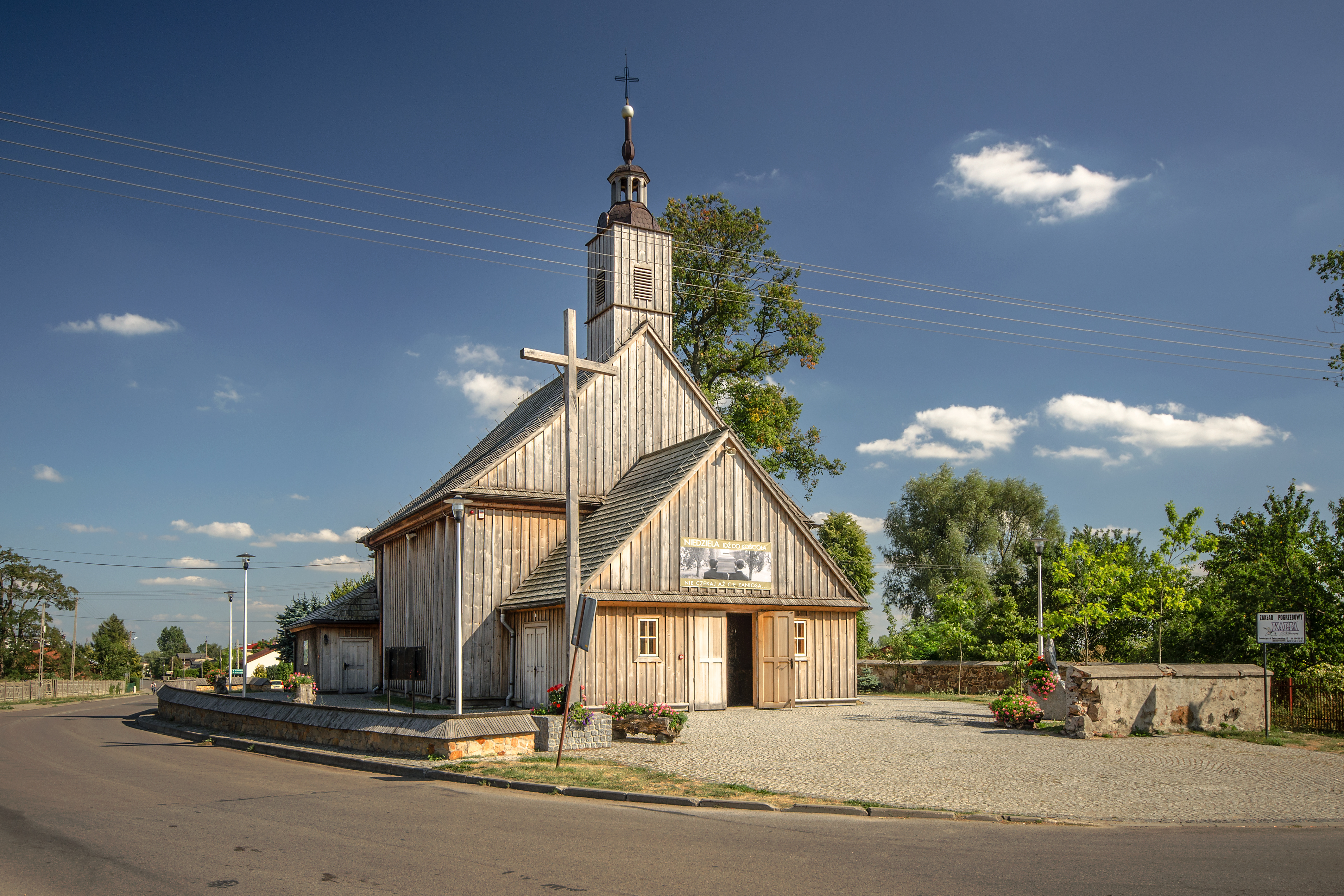
Lgota Wielka, Pfarrkirche der Heiligen Maria Magdalena.

Lgota Wielka ist ein Dorf und Sitz der gleichnamigen Gemeinde im Powiat Radomszczański der Woiwodschaft Łódź, Polen.

## Gemeinde
Zur Landgemeinde Lgota Wielka gehören neun Ortsteile mit einem Schulzenamt:
Brudzice
Długie
Kolonia Lgota
Krępa
Krzywanice
Lgota Wielka
Wiewiórów
Wola Blakowa
Woźniki
Eine weitere Ortschaft der Gemeinde ist Kolonia Krępa.